# Romina Maggi
Romina Natalia Maggi (ur. 27 marca 1976 w Rosario) – argentyńska lekkoatletka specjalizująca się w rzucie oszczepem, medalistka mistrzostw Ameryki Południowej, uczestniczka letnich igrzysk olimpijskich.

## Kariera
W 2001 roku zdobyła pierwszy w karierze brązowy medal mistrzostw Ameryki Południowej, w kolejnych dwóch edycjach mistrzostw kontynentu seniorów również zdobyła brązowy medal czempionatu. Była uczestniczką igrzysk olimpijskich w Atenach, gdzie odpadła w eliminacjach, zajmując 22. pozycję z rezultatem wynoszącym 48,58 m (pokonała w swej grupie eliminacyjnej jedynie Rosjankę Jekaterinę Iwakinę). Po raz ostatni w zawodach międzynarodowych wystąpiła w ramach mistrzostw Ameryki Południowej w Buenos Aires, gdzie zajęła 8. pozycję.
W latach 2001–2007 oraz 2009-2011 zdobyła dziesięć tytułów mistrzyni Argentyny.

## Osiągnięcia
| Rok     | Zawody                                             | Miasto       | Miejsce | Wynik |
| ------- | -------------------------------------------------- | ------------ | ------- | ----- |
| 1992    | Mistrzostwa Ameryki Południowej juniorów młodszych | Santiago     | 3.      | 40,40 |
| 1998    | Mistrzostwa ibero-amerykańskie                     | Lizbona      | 4.      | 48,52 |
| 2001    | Mistrzostwa Ameryki Południowej                    | Manaus       | 3.      | 48,90 |
| 2003    | Mistrzostwa Ameryki Południowej                    | Barquisimeto | 3.      | 52,36 |
| 2004    | Mistrzostwa ibero-amerykańskie                     | Huelva       | 10.     | 46,25 |
| 2004    | Letnie igrzyska olimpijskie                        | Ateny        | 22. H   | 48,58 |
| 2005    | Mistrzostwa Ameryki Południowej                    | Cali         | 3.      | 48,76 |
| 2006    | Mistrzostwa Ameryki Południowej                    | Tunja        | 4.      | 49,46 |
| 2007    | Mistrzostwa Ameryki Południowej                    | São Paulo    | 5.      | 50,32 |
| 2008    | Mistrzostwa ibero-amerykańskie                     | Iquique      | 5.      | 48,54 |
| 2009    | Mistrzostwa Ameryki Południowej                    | Lima         | 5.      | 51,21 |
| 2010    | Mistrzostwa ibero-amerykańskie                     | San Fernando | 4.      | 50,81 |
| 2011    | Mistrzostwa Ameryki Południowej                    | Buenos Aires | 8.      | 47,26 |
| Źródło: |                                                    |              |         |       |

## Rekordy życiowe
Rekord życiowy zawodniczki to 56,18 m i został ustanowiony 14 kwietnia 2004 roku w Rosario – jest to również rekord Argentyny.